# Siegfried Schneider (Politiker, 1946)
Siegfried Schneider (* 10. November 1946 in Kuhlhausen; † 31. Dezember 2016) war ein deutscher Politiker und Bürgermeister von Salzwedel.

## Wirken
Siegfried Schneider wurde 1946 als Sohn eines Landarbeiters in Kuhlhausen im Elb-Havel-Winkel geboren und wuchs zusammen mit vier Geschwistern in einer katholischen Familie auf. Nach dem Besuch der Polytechnischen Oberschule von 1953 bis 1963 begann er eine kaufmännische Lehre bei der Bäuerlichen Handelsgenossenschaft (BHG) in Garz.
Nach Abschluss der Lehre im Februar 1966 war er bereits mit 20 Jahren in der BHG als Hauptbuchhalter tätig. 1970 wurde er Mitglied der CDU.
1974 übernahm Schneider die Abteilung der Örtlichen Versorgungswirtschaft (ÖVW) beim Rat der Stadt Salzwedel. Nebenbei absolvierte Schneider von 1974 bis 1979 ein Fernstudium „Staat und Recht“, mit erfolgreichem Abschluss als Staatswissenschaftler.
Am 6. Dezember 1989 wurde Walter Kott als Bürgermeister von Salzwedel auf der Stadtverordnetenversammlung abberufen und durch Schneider ersetzt. Im Mai 1990 wählte ihn der neue Stadtrat zum Stadtdirektor. Im Jahre 1994 wurde Schneider in freier Wahl zum Bürgermeister gewählt. Während seiner Amtszeit standen die Rückgewinnung von Wohnungen durch Um- und Ausbau, Rekonstruktionsmaßnahmen in den Straßen der Stadt, Schaffung weiterer Parkplätze und Verkehrsberuhigung im Zentrum und der Aufschwung des Handels im Vordergrund.
Der Abschluss seiner Amtszeit war die Ausrichtung des 28. Internationalen Hansetages vom 5. bis 8. Juni 2008 in Salzwedel. Zeitgleich setzte er sich dafür ein, dass sich Salzwedel offiziell Hansestadt nennen durfte. Am 11. Juli 2008 ging Schneider nach 34 Jahren Dienst für die Stadt Salzwedel, davon 14 Jahre als Bürgermeister, in Pension. Er starb am 31. Dezember 2016 im Alter von 70 Jahren.